# Pierre-Victor Mpoyo
Pierre-Victor Mpoyo, dit Mpoy, est un artiste-peintre, homme d'affaires et homme politique congolais né le 13 mai 1934 à Élisabethville (aujourd'hui Lubumbashi) et mort le 23 avril 2015  à Kinshasa.

## Biographie

### Parcours
Formé au Congo belge et à l’Académie des Beaux-Arts de Florence en Italie, devenue l'Académie du dessin de Florence, Mpoy a longtemps été davantage fasciné par l'art, et accessoirement par l'astrophysique, que par la politique.
Des années 1960 à 1980, installé à Saint-Paul-de-Vence, il y fréquentera les plus grands maîtres des arts et des lettres de l'époque comme Picasso, Cocteau, Salvador Dalí, Chagall et Benno Geiger, peintre classique italien et bien d'autres.
Un voisin de l'époque, Pietro Annigoni, célèbre portraitiste de la reine d'Angleterre et du shah d'Iran, se moquant de ses amis peintres modernes, dira de lui : « Vous pouvez clamer que vous êtes un peintre moderne ».[réf. nécessaire]
Pendant cette même période il exposera dans les plus prestigieuses galeries d'art contemporain au monde.
Précurseur des artistes contemporains du continent noir, âgé de 35 ans, il sera le premier Africain à participer à la Biennale de Venise en 1968 et en qualité d'invité d'honneur, partageant ce privilège avec le grand peintre mexicain Rufino Tamayo, âgé lui de 69 ans.
Trois ans plus tôt, à l’occasion de la Biennale de Paris en 1965, il était déjà l'unique représentant de l’Afrique et l’invité d'André Malraux, ministre de la Culture de l’époque.
Toujours en 1965, il exposera au Japon, à l'occasion d'une exposition consacrée à Toutânkhamon organisée par la NHK, télévision japonaise.
Homme d'affaires à succès, notamment dans le pétrole et l'aviation, il a sillonné la Terre et côtoyé un grand nombre de chefs d'État et de leaders de ce monde.
En 1997, il sera, aux côtés de Laurent-Désiré Kabila, le principal artisan financier et logistique de la chute du régime du maréchal Mobutu, dont il fut un inlassable opposant.
Ministre d'État chargé de l'Économie, de l'Industrie et du Commerce extérieur dans le premier gouvernement Laurent-Désiré Kabila, puis ministre d'État chargé du Pétrole, il fut de ceux qui œuvrèrent à l'installation à la tête de l'État du fils Kabila, Joseph, après l'assassinat du père. Il sera nommé ministre d'État sans portefeuille de Joseph Kabila avant de prendre ses distances avec le gouvernement.

### Son style: la ligne continue
Inspirée de la philosophie bantoue : « L’être naît et continue de vivre spirituellement même après sa mort ; un exemple : le culte des ancêtres ».

Le peintre Mpoyo a élaboré une technique qui lui est propre : La Ligne Continue. Elle consiste à exécuter un dessin complet avec un trait ininterrompu qui s’achève par sa signature « MPOY ». Et après, il équilibre son tableau en y ajoutant des couleurs qui se marient sans gêne avec le dessin. L’inspiration est libre : sujets africains ou non.

### Sa muse
Pierre-Victor Mpoyo avoue avoir pour muse « les boxeurs » et le Noble Art qu'il a lui-même pratiqué dans sa jeunesse.
 
Ainsi, en qualité d'amateur de boxe et grand admirateur du style de boxe de Nelson Mandela il se rencontreront en 1952 et se lieront d'amitié jusqu'à nos jours.

### Ambassadeur de l'art africain
Chercheur en traditions africaines, le peintre Mpoyo est toujours resté très combatif dans son métier afin de contribuer à la réhabilitation de l’Homme Noir dans le monde culturel international.
Vous remarquerez dans les œuvres de Mpoy que les sujets sont toujours divers : on y retrouve les sports, les mythes de l’Afrique Centrale, les passages et les natures mortes. Dans tous les tableaux, la Ligne Continue est d’une importance capitale. C’est pourquoi même les sujets internationaux sont traités avec l’âme africaine. La Chaotique, l’Afrique et l’Univers, la Mère et ses Enfants, le Penseur, la Décomposition du mouvement, la Création du monde, les nus au soleil, etc. sont parmi les œuvres imprégnées d’une philosophie Bantou qui ne fait que confirmer l’existence de l’Homme africain dans l’Univers de la Culture.
L’artiste Mpoyo croit en la richesse artistique de l’Afrique et pense que c’est l’Afrique qui prendra la tête dans l’Art plastique pour les années à venir : « Nous Africains sommes fiers de notre patrimoine et espérons rendre plus dynamique les formes traditionnelles de nos arts existants. L’Europe ferait preuve de sagesse si elle engageait un dialogue culturel avec l’Afrique afin d’y trouver le souffle qui lui manque pour repartir vers un nouvel horizon pictural plus artistique. » (1960)

## Quelques œuvres

### Peintures et dessins
Pierre-Victor Mpoyo est auteur de plus de 3000 œuvres parmi lesquelles :
- Paysage Africain (1964), huile sur toile
- Nature morte récipient (1963), huile sur toile
- La Nature africaine, moderne (1963), huile sur toile
- Le Penseur africain (1964), huile sur toile, Collection Ambassade du Congo, Bruxelles
- Un petit déjeuner servi (1964), huile sur toile
- Retour de la chasse à Kando (1965), huile sur toile
- Un intérieur moderne (1965), huile sur toile
- Joueur de xylophone (1963), pastel sur papier
- Vase de fleurs et bouteilles (1963), huile sur toile
- Nature morte « récipients » (1963), huile sur toile
- Un intérieur moderne (1965), huile sur toile
- Étude paysage (1965), 2 dessins encre
- Étude nature morte (1965), dessin encre et couleur
- Récipients « nature morte » (1966), huile sur toile
- Récipients « nature morte » (1966), huile sur toile
- Les récipients (1966), huile sur toile
- Le Penseur (1966), huile sur toile
- Un intérieur vu du plafond (1966), huile sur toile
- Invocation « mythologique » (1980), huile sur toile
- Intérieur moderne avec table et bouteille (1980), huile sur toile
- Nature morte « un service thé » (1980), huile sur toile
- Mythologie la création du monde (1980), huile sur toile
- L’Homme et son monde (1980), huile sur toile
- L’Artiste et dans son atelier (1966), huile sur toile
- Nu vu de dos (1966), huile sur toile
- La Mère et ses enfants (1966), huile sur toile
- Femme pilant du manioc (1966), huile sur toile
- Adieu Picasso (1966), huile sur toile
- Nus au soleil (1966), aquarelle
- Nu devant le pilon (1966), aquarelle
- Nu au repos (1966), aquarelle
- Nus au bain (1966), aquarelle
- L’Afrique et nature morte (1966), aquarelle
- L’Afrique et l’Univers (1966), huile sur toile
- La virilité (1966), huile sur toile
- Nature morte vue de la fenêtre (1966), huile sur toile
- Une famille (1966), huile sur toile
- Nature morte et coq (1966), huile sur toile
- « Le spectre » jeux de ballon (1967), huile sur toile
- Lumière du savoir « la lecture » (1967), huile sur toile
- Joueurs de tennis (1967), huile sur toile
- Un coin du village (1967), huile sur toile
- Footballeurs entrainement (1967), huile sur toile
- Femmes porteuses de calebasse (1967), huile sur toile
- Jeux de ballon (1967), huile sur toile
- Un joueur de tennis (1967), huile sur toile
- Joueur de basket-ball (1967), huile sur toile
- La Femme et l’éléphant (1967), huile sur toile
- Nature morte table et fruit (1967), huile sur toile
- Personne assise devant une maison (1967), huile sur toile
- Deux présences (1967), pastel sur papier
- Joueur de tam-tam (1967), pastel sur papier
- Un bain solitaire (1967), pastel sur papier
- Joueurs de tennis (1967), pastel sur papier
- Deux mères (1967), pastel sur papier
- Le Monde africain (1967), aquarelle
- Le Ramassage des œufs (1968), huile sur toile
- Portraits et pots de fleurs sur cheminée en fumée (1968), huile sur toile
- Le belliqueux (1968), huile sur toile
- Spectateur discret devant deux lutteurs  (1968), huile sur toile
- Paysage africain (1966), huile sur toile
- « Jeux » bien frapper ballon (1968), huile sur toile
- Bac à fleur et chaise devant une fenêtre (1966), huile sur toile
- Hibiscus et chaise (1968), huile sur toile
- Décomposition du mouvement (1968), huile sur toile
- Retour de la chasse en Afrique (1968), huile sur toile
- Les Sprinters (1968), huile sur toile
- La Chaotique (1961-1962), huile sur toile

### Sa cote
La Chaotique, lors de sa dernière exposition au siège de l'Unesco à Paris d'une durée de 6 mois en 1997, était estimée à 6 millions d’euros.
1 point F 250 000 €

## Quelques expositions

### Principaux événements
- 4e édition - Biennale de Paris (1965), Paris
- 34e édition - Biennale de Venise (1968), Venise
- Afrika Sana, la peinture congolaise d’hier et d’aujourd’hui[3] (2001), Principauté de Monaco

### Principales expositions personnelles
- Foundation Karolyi (1961), Vence
- Ville de Montecatini Terme (1961), Montecatini Terme
- Centre international Roget (1962), Bruxelles
- Galleria dell’Obelisco (1962), Rome
- Galerie Jérôme Bosch (1962), Bruxelles
- Ministère de la Culture d'Allemagne (1964), Cologne
- Université d'Oxford (1965), Oxford
- La Boétie Gallery (1969), New York
- Galerie Bernheim-Jeune (1969), Paris
- Maison de l'Unesco (1997), Paris

### Principaux musées
- Musée d'Art Moderne - La Havane
- Musée national des Beaux Arts d'Argentine - Buenos Aires
- Musée national d'art moderne - Mexico